# Segundo Plan Quinquenal (China)
El Segundo Plan Quinquenal (en chino tradicional, 第二個五年計劃; en chino simplificado, 第二个五年计划; pinyin, dìèrwǔniánjìhuà) refiere al plan formulado por el Gobierno de la República Popular China para el desarrollo de la Economía Nacional de 1958 a 1962. El plan fue adoptado formalmente por el Octavo Congreso Nacional del Partido Comunista de China en el Informe sobre las Propuestas para el Segundo Plan Quinquenal de Desarrollo de la Economía Nacional, elaborado bajo los auspicios de Zhou Enlai, primer ministro del Consejo de Estado, pero los objetivos fueron revisados posteriormente y no se aplicaron debido al Gran Salto Adelante.

## Tareas básicas

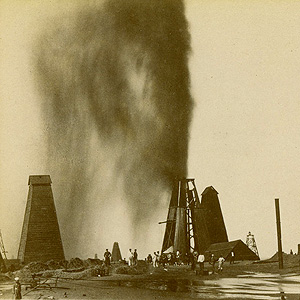
El descubrimiento del campo petrolífero de Daqing a partir de 1959 impulsó la industria petrolera

- Seguir llevando a cabo la construcción industrial centrada en la industria pesada, promoviendo la transformación tecnológica de la economía nacional y construyendo una base sólida para la industrialización socialista de China.
- Seguir completando la transformación socialista, consolidar y ampliar la propiedad colectiva y la propiedad nacional.
- Sobre la base del desarrollo de las infraestructuras y la continuación de la transformación socialista, seguir desarrollando la producción industrial, agrícola y artesanal, y desarrollar en consecuencia la industria del transporte y el comercio.
- esforzarse por formar al personal de la construcción y reforzar la labor de investigación científica para satisfacer las necesidades del desarrollo económico y cultural socialista.
- sobre la base del desarrollo de la producción industrial y agrícola, reforzar las fuerzas de defensa y elevar el nivel de vida material y cultural del pueblo.

## Establecimiento del proceso
En agosto de 1955 se empezó a preparar el Segundo Plan Quinquenal. Al principio, las cifras del "Programa histórico de la producción total de la industria y la agricultura" y del "Programa histórico de la producción de los principales productos industriales y agrícolas" de la Comisión Estatal de Planificación de 1956 se ajustaban a la realidad, pues se preveía que la producción total de la industria y la agricultura, la producción de cereales y la producción de algodón crecieran un 9,9%, un 3,6% y un 5,6% al año, respectivamente; sin embargo, con el inicio del Movimiento antiderechista, las tasas de crecimiento anual se vieron forzadas a subir al 15,5%, 20,6%, 8,9%, 7,8% y 11,4% respectivamente. Junto con la elevada estimación de la producción de 1955 como base, el objetivo se hizo imposible de alcanzar. Pero Mao Zedong aprobó el nuevo objetivo, lo que hizo imposible equilibrar el presupuesto y los planes de suministro de material que se estaban preparando. La Comisión Estatal de Planificación tuvo que proponer un nuevo "Segundo Plan Quinquenal" en junio. Zhou Enlai estaba decidido a anular el plan aventurero existente y convocó una Conferencia Permanente del Consejo de Estado del 3 al 5 de julio para discutir el nuevo plan.
En la reunión, el primer ministro Zhou Enlai señaló que sería difícil aumentar el objetivo de producción de alimentos en más de un 6% anual, y que no era realista ni significativo alcanzar los 27 o 30 millones de toneladas de producción de acero. Redujo el monto de la inversión en los principales productos industriales y agrícolas y en la construcción de capital.
Del 3 al 16 de agosto, Zhou Enlai y el vice primer ministro Chen Yun convocaron varias Conferencias de Beidaihe para realizar nuevos ajustes en algunos de los objetivos, y luego regresaron a Pekín para ultimar las propuestas del Segundo Plan Quinquenal con Zhang Xi y Xue Muqiao. Faltaba menos de un mes para el Octavo Congreso del Partido Comunista de China, y sólo diez días para la reunión preparatoria del Octavo Congreso.

## Problemas al crear un plan

### El problema de “Más cosas, Más rápido,Más mejos y Más Ahorrar dinero”
Desde principios de 1956, debido al Movimiento antiderechista, la gente ya no se atrevía a pedir productos "buenos y económicos" bajo el lema de "más cosas, más rápido, más mejor y más Ahorrar". Zhou Enlai mantuvo el eslogan en su revisión inicial, pero añadió la palabra "seguro" después de la palabra "salvar". Sin embargo, tras muchas deliberaciones, suprimió la frase "más, más rápido, mejor y más económico" del proyecto de propuesta del Segundo Plan Quinquenal y del proyecto de informe.

### Demanda de desarrollo económico acelerado
A finales de 1955, Mao Zedong ya impulsaba la aceleración de la colectivización de la agricultura y la transformación de la artesanía privada para acelerar el desarrollo industrial. Su presión obligó a la Comisión Estatal de Planificación a elevar los objetivos del Segundo Plan Quinquenal en noviembre y diciembre de 1955.

### Descentralización del poder a nivel local
En 1956, Mao Zedong dijo:“que relajaría su control altamente centralizado sobre la distribución de los recursos en respuesta a las críticas de las provincias locales de que el control central era demasiado rígido.” .

## Principales indicadores

### Industrialización socialista

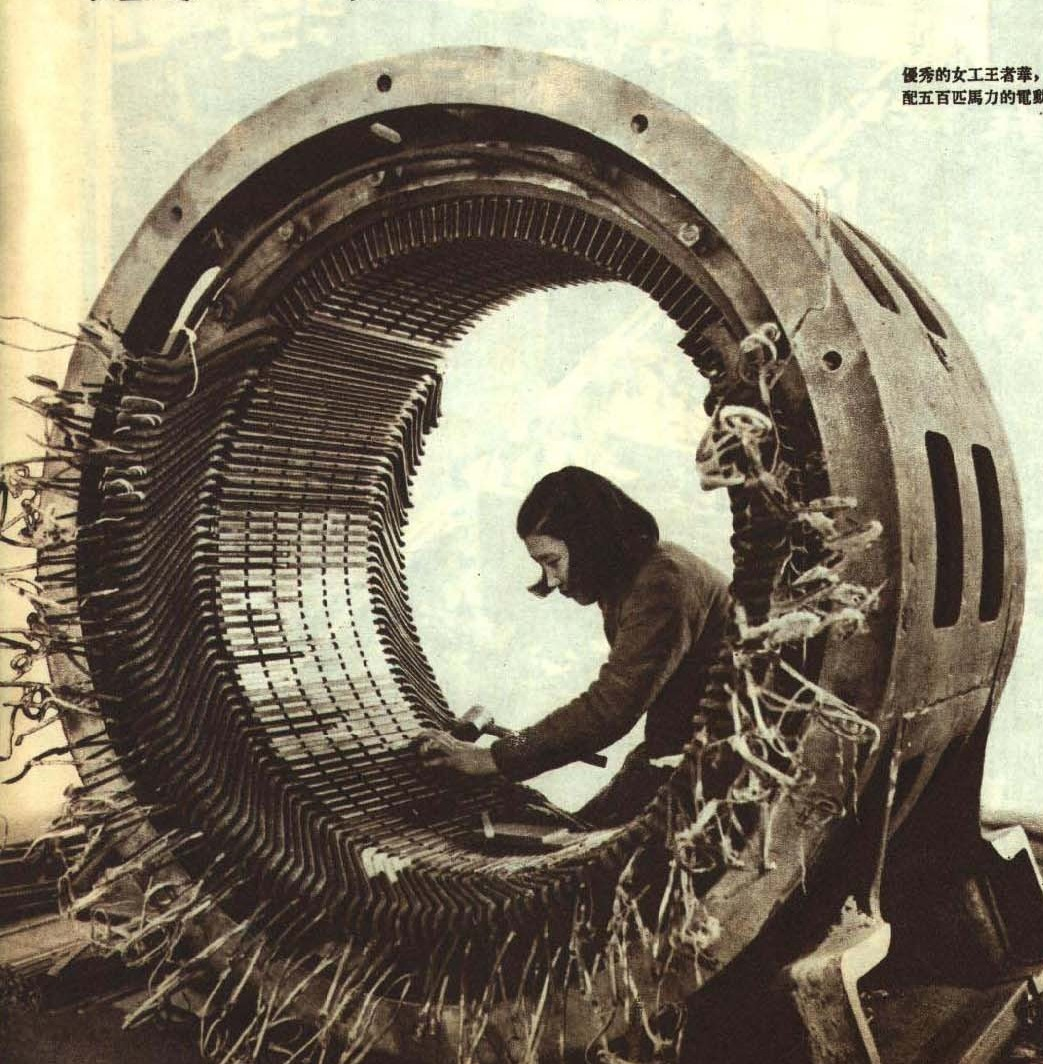
Motor de 500 CV de Shanghái Funciona el motor eléctrico

En abril de 1957, el principio de desarrollo de la Comisión Estatal de Planificación era "garantizar el desarrollo prioritario de la industria pesada mediante el desarrollo de la agricultura y la industria ligera".
El objetivo de Zhou Enlai al elaborar el Segundo Plan Quinquenal era construir, en un período de unos tres planes quinquenales, un sistema industrial básicamente completo capaz de producir todas las máquinas y equipos principales, materiales y bienes de consumo. Las industrias metalúrgicas, de construcción de maquinaria, de energía, de carbón y de materiales de construcción fueron identificadas como las industrias clave a construir. También quería mejorar los estándares tecnológicos llevando a cabo la transformación tecnológica de las industrias. El presidente espera que la inversión de capital en el segundo quinquenio sea aproximadamente el doble que en el primero, y que el valor total de la producción industrial y agrícola aumente un 75% con respecto a la cifra de 1957, con un incremento del 35% del valor total de la producción agrícola y el doble del valor total de la producción industrial.

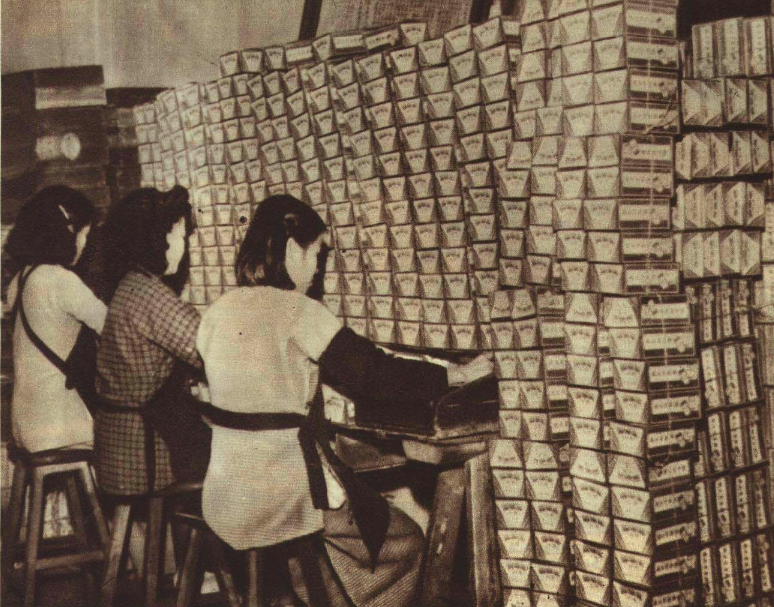
Fábrica de baterías Xinghua de Guangzhou de los años 1952

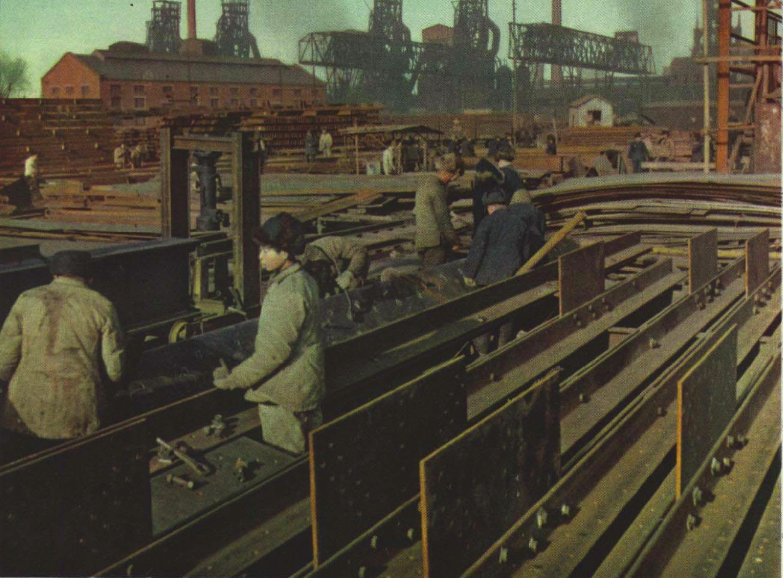
Acero y hierro de Anshan

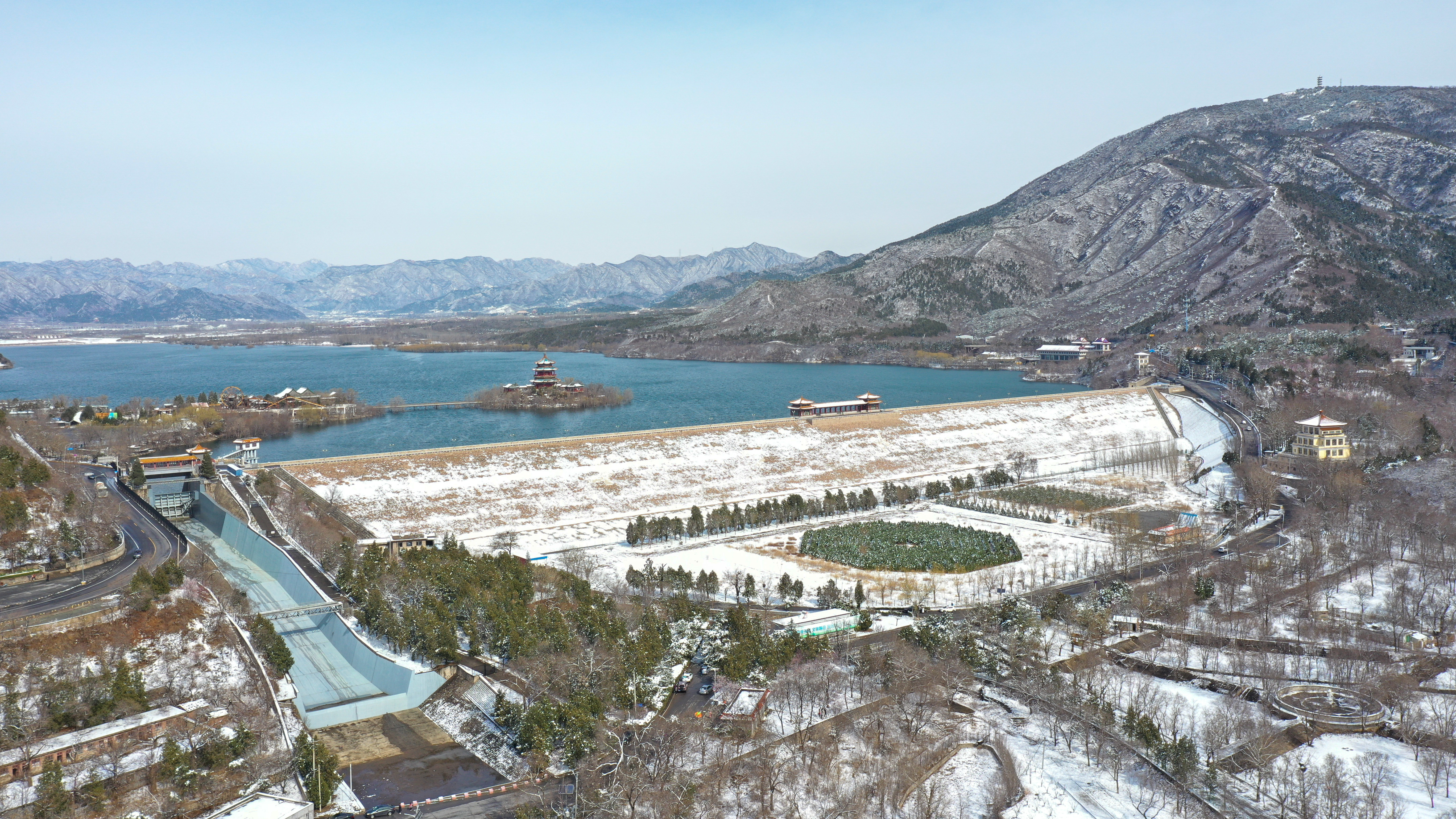
El embalse de Trece Lings, cuya construcción estaba prevista inicialmente en el Tercer Plan Quinquenal, se terminó y se puso en marcha en 1958

### Asignación de fondos
Zhou Enlai quería reducir la parte de los gastos de defensa y administrativos en el presupuesto del Estado y aumentar la parte de los gastos económicos y culturales y educativos, es decir, aumentar la parte de los gastos económicos y culturales y educativos del 56% en los primeros cinco años al 60-70%.
El objetivo del segundo plan quinquenal es aumentar la tasa de autosuficiencia de maquinaria y equipos hasta cerca del 70% y reducir la dependencia de las importaciones soviéticas.
Además, durante el Primer Plan Quinquenal, China sólo producía alrededor del 80% de sus necesidades nacionales de acero, y muchas variedades especiales de acero tenían que ser importadas en su totalidad o casi en su totalidad, por lo que Zhou Enlai abogó por un vigoroso desarrollo de la industria metalúrgica para que la cantidad y variedad de acero y de los principales metales no ferrosos pudieran ser en gran medida autosuficientes.

### Distribución de la productividad
Zhou Enlai abogó por el fortalecimiento de las industrias en el continente para promover el desarrollo económico y cultural de las regiones de minorías étnicas. Durante el Segundo Plan Quinquenal, se seguirían construyendo los centros de la industria del acero y el hierro en China Central y Mongolia Interior, y se construirían activamente nuevas bases industriales centradas en la industria del acero y el hierro y grandes centrales hidroeléctricas en el suroeste, el noroeste y alrededor del desfiladero de Sanmen, y se seguirían construyendo las industrias de petróleo y metales no ferrosos en Xinjiang, y se reforzarían los trabajos geológicos en el Tíbet para facilitar y reforzar el trabajo geológico en el Tíbet para el futuro desarrollo industrial del país. 

### Producción agrícola
Los objetivos agrícolas del Segundo Plan Quinquenal eran: que la producción de cereales alcanzara un total de 2.200.000 millones de catties en cinco años y 500.000 millones de catties en 1962. que la producción de algodón alcanzara un total de 21.000.000 de terrones en cinco años y 4.800.000 terrones en 1962. El valor total de la producción agrícola aumentó un 35% en cinco años.
Tanto la Comisión de Planificación como el presidente de la Universidad de Pekín Ma Yinchu reconocieron que los alimentos proporcionados por la agricultura y las materias primas para la industria ligera eran la base de la calidad de vida del pueblo, por lo que apoyaron el aumento de la inversión en agricultura e industria ligera. Se opusieron a la adquisición obligatoria de alimentos a los agricultores y a la rápida expansión de las sociedades agrícolas..

## Fin
En enero de 1958, Mao Zedong propuso los "60 proyectos de artículos sobre los métodos de trabajo", en los que la idea de hacer tres cuentas para los planes de producción llevó a una tendencia a la exageración. Las tres cuentas significaban que el gobierno central tenía que hacer dos cuentas para los planes de producción, una para los proyectos que debían ser completados y anunciados al público, y la segunda para los proyectos que debían ser completados y no anunciados al público. El gobierno local también tiene que hacer dos cuentas, la primera es la segunda cuenta del gobierno central, que es una obligación a nivel local, y la segunda cuenta a nivel local también es un plazo. Esto es imprescindible a nivel local.
En 1962, el valor total de la producción industrial y agrícola era un 75% mayor que en 1957, y el valor total de la agricultura era aproximadamente un 35% mayor que en 1957, debido a las exageraciones causadas por el Gran Salto Adelante. La producción industrial total se duplicó, pero la mayor parte del acero producido por el Gran Salto Adelante era chatarra. La inversión total en infraestructuras fue aproximadamente el doble que la del Plan Quinquenal, y la renta nacional fue un 50% superior a la de 1957, aunque hubo una gran hambruna durante los Tres años de penuria. Sólo el carbón en bruto, el petróleo crudo y la generación de electricidad cumplieron los objetivos exigidos, mientras que otros como el acero, el cemento, los cereales y el algodón no lo hicieron; la producción de cereales y algodón fue incluso inferior a la de 1952.